# 皇家學會報告
皇家學會報告（英语：Proceedings of the Royal Society），又称《英國皇家學會報告》，是英國皇家學會發表的科學期刊，原本是一份期刊，在1905年被拆分为兩份獨立的期刊：
- A系列，出版數學、物理、工程科學相關的研究；
- B系列，出版生物學相關的研究。

目前，這兩種期刊是英國皇家學會的主要研究期刊。許多著名的科學家都曾在《皇家學會報告》發表了他們的研究 ，包括馬克士威、海森堡、狄拉克、歐內斯特·盧瑟福及薛定諤等等。

## 外部連結
- Royal Society Archive Visualization: 1665-2005 （页面存档备份，存于）

### 目前期刊
- Proceedings of the Royal Society A （页面存档备份，存于）
- Proceedings of the Royal Society B （页面存档备份，存于）

### 期刊檔案
- JSTOR ISSN 03650855 (1800–1843)
- JSTOR ISSN 03701662 (1854–1905)
- JSTOR ISSN 00804630 (Series A: 1905–1934)
- JSTOR ISSN 09501193 (Series B: 1905–1934)
- JSTOR ISSN 00804649 (Series B:1934–1990)